# Grande carestia di Tenmei

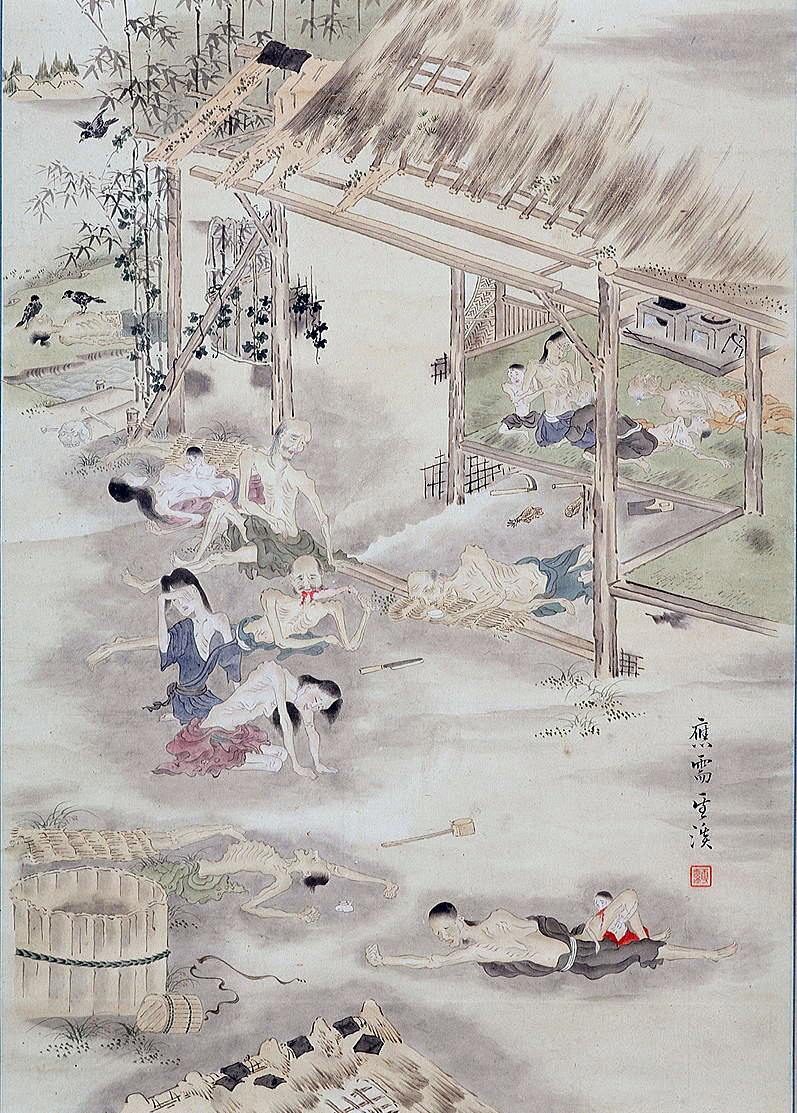
Grande carestia di Tenmei carta

La grande carestia di Tenmei (天明の大飢饉?, Tenmei no daikikin) fu una carestia che colpì le province di Shinano e Kōzuke durante il periodo Edo. Durò dal 1782 al 1788, e prese il nome dall'epoca Tenmei, durante il regno dell'imperatore Kōkaku e degli shogun Tokugawa Ieharu e Tokugawa Ienari. Fu la carestia più mortale nel primo periodo moderno del Giappone.

## Storia
A partire dagli anni '70 del 1700, già nella regione di Tōhoku, nel nord-est di Honshū, il freddo aveva causato una pessima produzione agricola, causando l'esaurimento delle scorte di cibo nelle aree rurali. La situazione fu esacerbata prima dall'eruzione del monte Iwaki il 13 aprile luglio 1783 (il 12 marzo Tenmei 3 del calendario lunisolare) e poi quella del monte Asama il 6 luglio (3 agosto Tenmei 3), e le conseguenti ceneri vulcaniche liberatesi nell'atmosfera. Oltre ai danni diretti causati dalle eruzioni, questo portò al calo delle radiazioni solari, causando un freddo pungente che causò danni catastrofici alle piantagioni. Senza dubbio, l'enorme eruzione del monte Laki in Islanda del 1783 peggiorò la situazione.
Altra causa della carestia furono le politiche economiche del governo: durante questo periodo, Tanuma Okitsugu, ministro del gabinetto di governo dello shogunato Tokugawa, implementò una politica mercantilista intesa a commercializzare l'agricoltura e quindi incrementare la tassazione, che veniva pagata in riso; questo causò difficoltà economiche per molti han e portò a un eccessivo investimento nella produzione di riso (vulnerabile al freddo) per pagare le tasse più alte. Questo portò anche all'esaurimento delle scorte alimentari. I fattori climatici, economici e vulcanici portarono agli scarsi raccolti e alla mancanza di scorte d'emergenza, e quindi all'impennata dei prezzi del riso, con il risultato di una grave carestia che si espanse su scala nazionale.
Stando al Nochi-mi-gusa, scritto Genpaku Sugita, almeno in ventimila morirono di stenti, soprattutto nelle aree rurali della regione di Tōhoku. Molte autorità locali, però, non vollero ammettere la piena gravità della situazione per paura di essere accusati di pessima gestione economica, quindi il bilancio dei morti sarebbe stato molto più alto, forse persino dieci volte maggiore delle stime di Sugita: si pensa infatti che nella provincia di Mutsu siano morti almeno in centomila. Tra morti e sfollati, il dominio di Hirosaki (in mano al clan Tsugaru) perse quasi metà della sua popolazione. L'impatto combinato di carestie ed esplosioni epidemiche portò al declino di oltre 920.000 abitanti in tutto il Giappone tra il 1780 e il 1786.

## Storia demografica
| Anno             | Abitanti   |
| ---------------- | ---------- |
| 1774 (An'ei 3)   | 25 990 000 |
| 1780 (An'ei 9)   | 26 010 000 |
| 1786 (Tenmei 6)  | 25 090 000 |
| 1792 (Kansei 4)  | 24 890 000 |
| 1798 (Kansei 10) | 25 470 000 |

| Anno             | Abitanti  |
| ---------------- | --------- |
| 1750 (Kan'en 3)  | 2 680 000 |
| 1786 (Tenmei 6)  | 2 370 000 |
| 1804 (Bunka 1)   | 2 470 000 |
| 1828 (Bunsei 11) | 2 630 000 |